# Hajdú László (színművész)
Hajdú László (Hajdúböszörmény, 1983. szeptember 9. –) színész.

## Pályafutása
1998 és 2002 között a debreceni Ady Endre Gimnáziumban tanult, majd 2002 és 2006 között a budapesti Színház- és Filmművészeti Egyetem hallgatója volt Jordán Tamás és Lukáts Andor osztályában. A budapesti Katona József Színházban volt negyedévesként színházi gyakorlaton. 2006-tól a Komáromi Jókai Színházban játszott. Beszél angolul és németül.

## Fontosabb színházi munkái
- Shakespeare: Hamlet - 12 Hamlet, rendező: Lukáts Andor, SZFE
- Monteverdi: Poppea megkoronázása, rendező.: Lukáts Andor, Fischer Iván, SZFE
- 44feet (Piazzola-est), rendező - koreográfus: Ladányi Andrea, SZFE
- Tutto ogh tvier (táncelőadás), rendező-koreográfus: Ladányi Andrea, SZFE
- Turandot közfürdő, rendező-koreográfus: Bozsik Yvett, Katona József Színház, Budapest
- Gothár-Selmeczi-Kapecz: Diótörő - Kék egér, rendező: Jordán Tamás, SZFE
- Halász Péter: Önbizalom - Harry Newton, rendező: Halász Péter, SZFE
- Szép Ernő: Patika - Ignác, rendező: Babarczy László, SZFE
- Victor Hugo: Királyasszony lovagja - Don Guritan, rendező: Keszég László, SZFE
- Bertold Brecht: Násztánc - Fiatalember, rendező: Funk Iván, SZFE
- Szívcirkusz Varieté - Eckermann, rendező:: Can Togay, Kari Györgyi
- M. Ravenhill: Shopping and Fucking - Gary, rendező: Alföldi Róbert, Thália Színház, Budapest

## Fontosabb színházi szerepei a komáromi Jókai Színházban
- Molnár Ferenc: Doktor úr - Bertalan, rendező: Schlanger András
- Szép Ernő: Patika - Borgida, rendező: Verebes István
- Martin McDonagh: Macskabaj - Davey, rendező: Lukáts Andor
- Dosztojevszkij: Karamazov testvérek - Szmergyakov, rendező: Martin Huba,
- Gárdonyi Géza: A bor- Baracs Matyi, rendező: Bezerédi Zoltán
- Királyfi Árminka (Grimm - Albert - Barabás - Lőrinczy: Hófehérke meg a törpék)
- Herse (Sütő András: Egy lócsiszár virágvasárnapja)
- Közreműködő (Kálmán Imre - Stein Leo - Jenbach Béla - Gábor Andor - Békeffi István - Kellér Dezső: Csárdáskirálynő)
- I. Diák (Kodály Zoltán - Paulini Béla - Harsányi Zsolt: Háry János)
- Kar (Szophoklész: Antigoné)
- Callimaco (Niccolo Machiavelli: Mandragora)
- Kömény Móka (Tamási Áron: Énekes madár)
- Larry (Ken Ludwig: Primadonnák)
- Nyikolaj Lvovics Tuzenbach (Anton Pavlovics Csehov: Három nővér)
- Sebastian, fiatal nemes (William Shakespeare: Vízkereszt, vagy amit akartok)
- Főúr, Konferanszié (Békeffi István - Lajtai Lajos: A régi nyár)

## Filmjei
- Kossuthkifli (tv-sorozat, 2015)
- Kurvák iskolája (kisjátékfilm, 2011)
- Egyszer élünk - Gál Tibi (Tar Sándor), Rend.: Molnár György
- Presszó (tv-sorozat, 2008)
- Kire ütött ez a gyerek? (tv-film, 2007)
- Herminamező – Szellemjárás (2006)
- Egy kis jó (SZFE-vizsgafilm, Rend.: Kiss Anna)
- Zsebzsötem (kisjátékfilm, 2002)
- Séta (1999)
- Tranzit (1999)